# Jacek Kurski
Jacek Olgierd Kurski (Gdańsk; 22 de Fevereiro de 1966 — ) é um político da Polónia. Ele foi eleito para a Sejm em 25 de Setembro de 2005 com 26446 votos em 25 no distrito de Gdańsk, candidato pelas listas do partido Prawo i Sprawiedliwość.